# 雲雀丘学園中学校・高等学校
雲雀丘学園中学校・高等学校（ひばりがおかがくえんちゅうがっこう・こうとうがっこう）は、兵庫県宝塚市雲雀丘に所在し、中高一貫教育を提供する私立中学校・高等学校。

## 特徴
- 一貫探究コースの中学から入学した生徒（中入生）は、男子よりも女子が多く在籍する傾向にある。
- 教員たちによる探究ゼミや、外部施設・団体等と連携した探究プロジェクトなど、校内で設けられているプログラムが多い。またCLILやOne day collegeなどの特別授業も存在する。
- 駅から近く、全国的にも珍しい駅からの直接専用通路を持っており、雲雀丘花屋敷駅の1・2番ホームから一般道を通らず入校できる。
- 創立記念日にあたる10月1日を「親孝行の日」と定めている。[1]
- 文部科学大臣表彰キャリア教育優良校に指定されている。[2]

## 沿革
- 1950年-学校法人雲雀丘学園が認可され、小学校・幼稚園を設置
- 1953年-中学校開校
- 1956年-高等学校開校
- 1984年-高等学校に国際科を設置認可
- 1996年-2学期制に移行
- 2009年-高等学校の国際科を廃止
- 2010年-3学期制に移行。高等学校新校舎完成
- 2012年-60ホール完成（高校校舎一階）
- 2019年-高等学校の選抜特進コース、特進コースを廃止し、文理探究コースを設置
- 2022年‐新文化館「道しるべ」開館、70ホール完成（道しるべ６階）
- 2022年‐道しるべができたことで移転した図書館跡に「Hibari Cross」を建設、完成

### 理事長

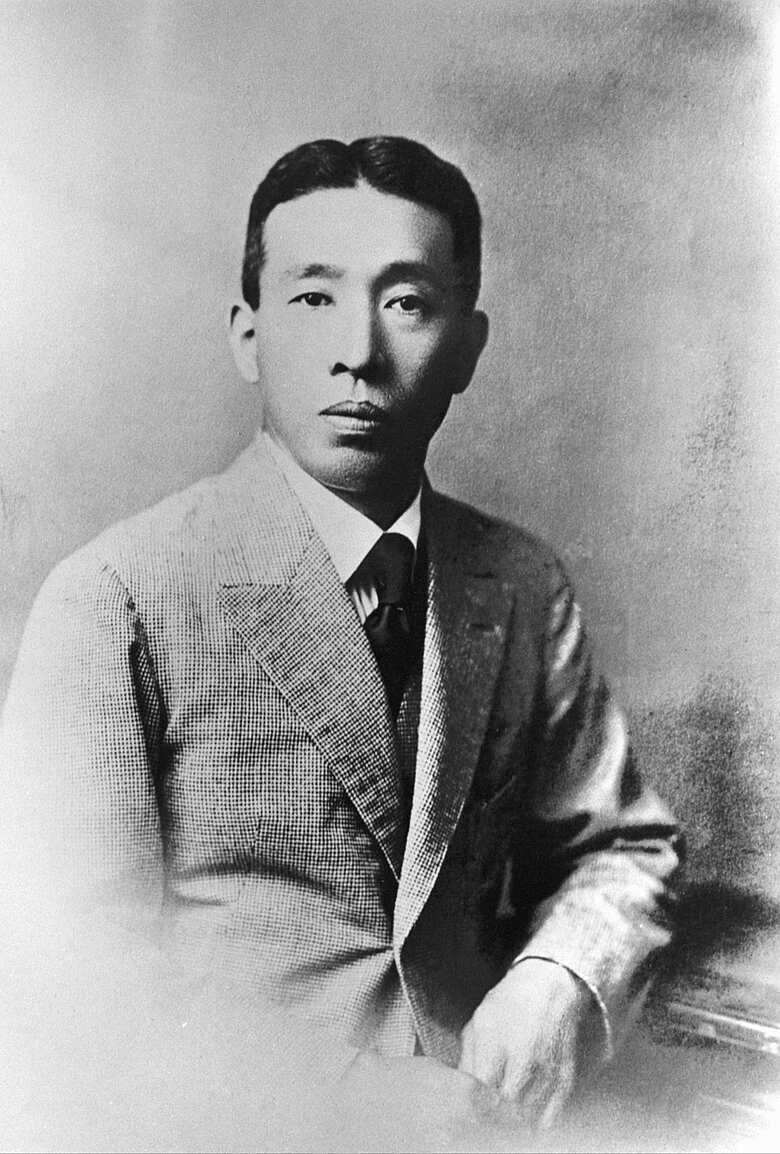
初代理事長　鳥井信治郎

設立当初よりサントリー創業家の鳥井家の支援を受けており、理事長は代々鳥井家（サントリー経営者）が務めている。
- 初代鳥井信治郎（1950-1962）
- 2代目佐治敬三（1962-1999）
- 3代目鳥井信一郎（1999-2002）
- 4代目鳥井信吾（2002-）

## 部活動
- ESS
- ギターマンドリン
- 写真
- 合唱
- 囲碁将棋
- 放送
- 書道
- 演劇
- 科学（生物班＋化学班）
- 箏曲
- 美術
- 茶道
- 華道
- 鉄道研究
- 吹奏楽
- サッカー
- 剣道
- ソフトテニス
- バスケットボール
- 陸上
- バレーボール
- 硬式テニス
- 柔道
- 水泳
- 野球(軟式・硬式)
- ダンス同好会

## 学科
コースは文理探究（高校入学）と一貫探究（中高一貫）がある。高校はA～D組が一貫探究コースで、E～G（H）組までが文理探究コースの計7～8クラスである。中学は4クラスである。

## 著名な出身者

### 芸能人
- 岩瀬洋志
- 西川忠志
- 西川弘志
- 相武紗季
- 浦浜アリサ
- 青山美郷
- 壮一帆[3]
- 紺野まひる
- 立ともみ
- 音花ゆり
- 五峰亜季
- 妃華ゆきの
- 吉岡茉祐

### その他
- 西村由紀江 - ピアニスト・作曲家
- なごみ - YouTuber（なこなこカップル）
- 上島一彦 - 元政治家
- 岩本乃蒼 - アナウンサー
- はしもとみお - 彫刻家
- 浅暮三文 - 作家

## アクセス

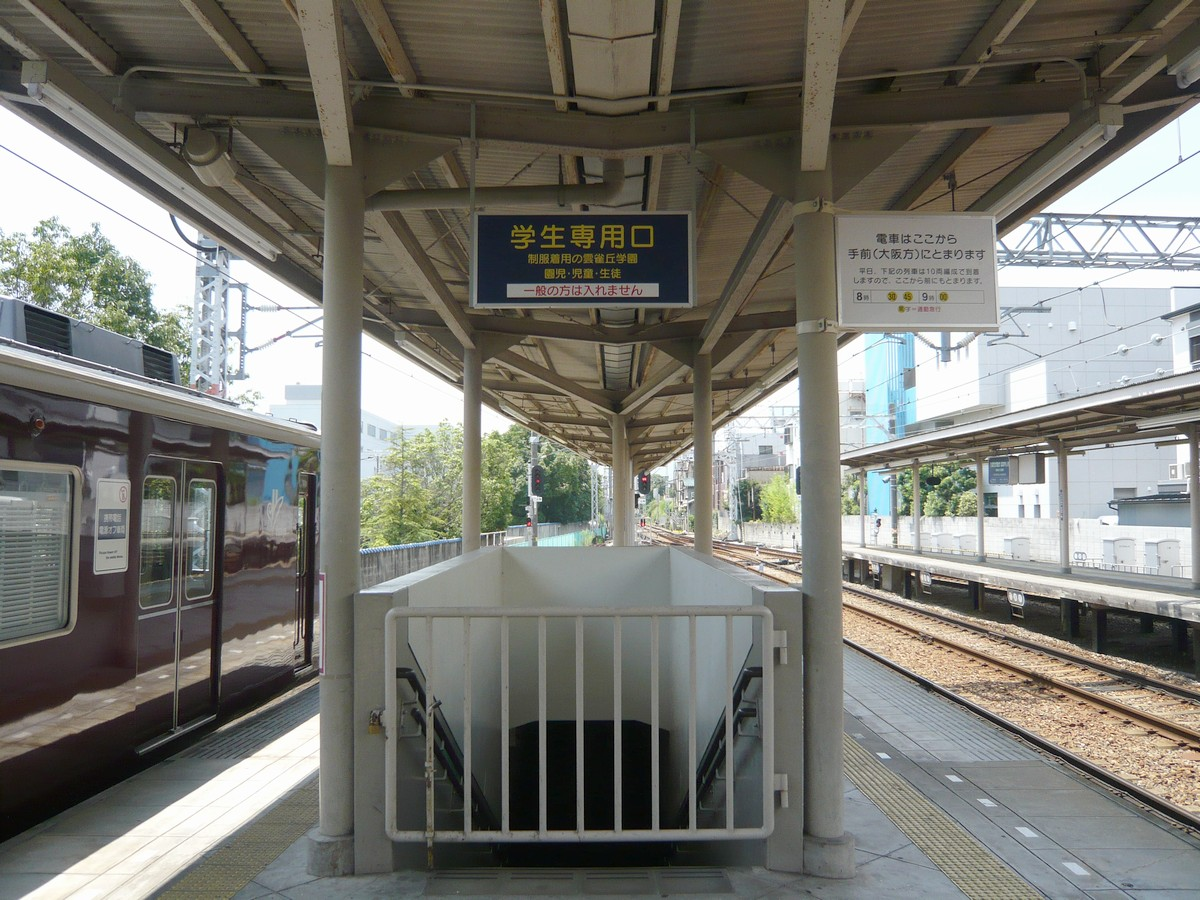
学生専用口

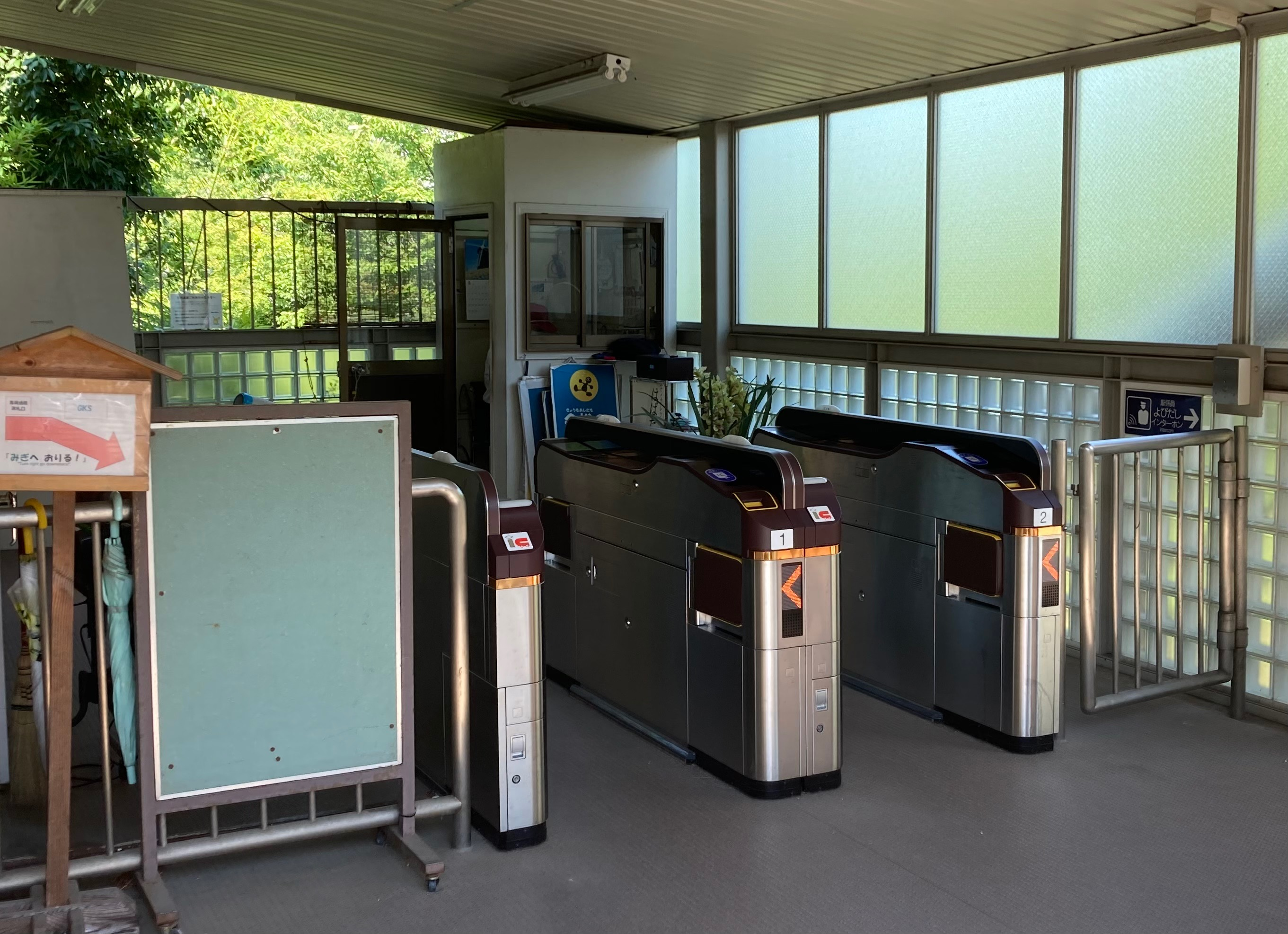
雲雀丘学園生専用改札

- 雲雀丘花屋敷駅学生専用通路から徒歩約3分
- 川西池田駅徒歩約15分学生専用口